# Adisak Hantes
Adisak Hantes (Thai: อดิศักดิ์ หาญเทศ, * 9. Februar 1992 in Chanthaburi) ist ein thailändischer Fußballspieler.

## Karriere
Adisak Hantes spielte 2013 bei Pattaya United in Pattaya. Wo er vorher gespielt hat, ist unbekannt. Für Pattaya spielte er 13 Mal in der ersten Liga, der Thai Premier League. Nach Saisonende musste der Verein den Weg in die Zweitklassigkeit antreten. Wo er 2014 spielte ist ebenfalls unbekannt. 2015 bis Mitte 2016 spielte er in Nakhon Ratchasima beim ebenfalls in der ersten Liga spielenden Nakhon Ratchasima FC. Nach der Hinserie 2016 verließ er den Club und schloss sich dem Ligakonkurrenten Chonburi FC an. Mit dem Verein aus Chonburi gewann er 2016 den FA Cup. Nach Ende der Saison wechselte er 2017 zu PTT Rayong FC. Der Verein aus Rayong spielte in der zweiten Liga, der Thai Premier League Division 1. 2018 wurde er mit PTT Meister der zweiten Liga und stieg somit in die erste Liga auf. Für Rayong stand er 2019 fünfmal auf dem Spielfeld. Nachdem PTT Ende November bekannt gab, dass man sich aus der Liga zurückzieht, verließ er den Klub und schloss sich seinem ehemaligen Verein Nakhon Ratchasima FC an. Für den Klub absolvierte er 33 Erstligaspiele. Im Juni 2022 wurde sein Vertrag bei Swat Cat aufgelöst. Im gleichen Monat unterschrieb er einen Vertrag beim ebenfalls in der ersten Liga spielenden PT Prachuap FC. Für den Verein aus Prachuap bestritt er insgesamt 22 Ligaspiele. Nach der Hinrunde 2023/24 wechselte er Anfang Januar 2024 zum Zweitligisten Chiangmai FC. Am Ende der Saison 2023/24 belegte er mit dem Klub den vierten Tabellenplatz und qualifizierte sich somit für die Aufstiegsspiele zur ersten Liga. Hier konnte man sich jedoch nicht durchsetzen. Im Sommer 2024 wurde dem Chiangmai FC die Lizenz für die zweite Liga verweigert. Der Erstligist Nongbua Pitchaya FC aus Nong Bua Lamphu nahm ihn Anfang August 2024 unter Vertrag. Am Ende der Saison 2024/25 belegte er mit Nongbua den 14. Tabellenplatz und musste somit in die zweite Liga absteigen.

## Erfolge
Chonburi FC
- Thailändischer Pokalsieger: 2016

PTT Rayong FC
- Thailändischer Zweitligameister: 2018  ▲